# Греко-римская борьба на летних Олимпийских играх 1960 — до 62 кг
Соревнования по греко-римской борьбе в рамках Олимпийских игр 1960 года в полулёгком весе (до 62 килограммов) прошли в Риме с 26 по 31 августа 1960 года в «Базилике Максенция».
Турнир проводился по системе с начислением штрафных баллов, но в сравнении с прошлыми играми, сменилась система их начисления и был введён такой результат, как ничья. За чистую победу штрафные баллы не начислялись, за победу по очкам борец получал один штрафной балл, за ничью два штрафных балла, за поражение по очкам три штрафных балла, за чистое поражение — четыре штрафных балла. Борец, набравший шесть штрафных баллов, из турнира выбывал. Трое оставшихся борцов выходили в финал, где проводили встречи между собой. Встречи между финалистами, состоявшиеся в предварительных схватках, шли в зачёт. Схватка по регламенту турнира продолжалась 12 минут. Если в течение первых шести минут не было зафиксировано туше, то судьи могли определить борца, имеющего преимущество. Если преимущество никому не отдавалось, то назначалось четыре минуты борьбы в партере, при этом каждый из борцов находился внизу по две минуты (очередность определялась жребием). Если кому-то из борцов было отдано преимущество, то он имел право выбора следующих шести минут борьбы: либо в партере сверху, либо в стойке. Если по истечении четырёх минут не фиксировалась чистая победа, то оставшиеся две минуты борцы боролись в стойке.
В полулёгком весе боролись 25 участников. Самым молодым был всего лишь 17-летний борец из Швеции Лейф Фрей, самым возрастным 30-летний Войслав Голошин. Безусловным фаворитом турнира был венгерский борец Имре Пойяк, двукратный серебряный призёр олимпийских игр, чемпион мира 1955 и 1958 годов. Конкуренцию ему могли составить турецкий борец Мюзахир Сильле, уступивший Пойяку в обоих финалах чемпионатов мира и действующий олимпийский чемпион Константин Вырупаев. В конечном итоге, между ними и распределились призовые места. Вырупаев, победив итальянца Умберто Триппу в пятом круге, выбыл из турнира, как и Триппа, и с одинаковыми штрафными баллами, но за счёт победы в личной встрече, завоевал бронзовую медаль. В финальной встрече Пойяку было достаточно свести встречу вничью с Сильле, но он уступил турецкому борцу, и получил третье по счёту олимпийское «серебро». Наряду с Александром Томовым, Пояйк продолжает удерживать рекорд по количеству серебряных олимпийских наград в борьбе. 

## Призовые места
- Мюзахир Сильле (TUR)
- Имре Пойяк (HUN)
- Константин Вырупаев (URS)

## Первый круг
| Штрафных баллов | Участник 1                  | Результат   | Участник 2                  | Штрафных баллов |
| --------------- | --------------------------- | ----------- | --------------------------- | --------------- |
| 0               | Ли Оллен (USA)              | Туше (5:25) | Хосе Антонио Грегорио (POR) | 4               |
| 1               | Хоссейн Эбрахимиан (IRI)    | По очкам    | Рауно Мякинен (FIN)         | 3               |
| 1               | Эли Наасан (LIB)            | По очкам    | Йозеф Шмид (SUI)            | 3               |
| 0               | Войцех Тот (TCH)            | Туше        | Жан Шинтген (LUX)           | 4               |
| 0               | Михай Сульт (ROU)           | Туше (4:30) | Дон Чакас (AUS)             | 4               |
| 1               | Мустафа Хамиль Мансур (UAR) | По очкам    | Спас Пенев (BUL)            | 3               |
| 1               | Лейф Фрей (SWE)             | По очкам    | Масатоси Такахира (JPN)     | 3               |
| 1               | Мюзахир Сильле (TUR)        | По очкам    | Готтлиб Ноймар (EUA)        | 3               |
| 1               | Рудольф Педерсен (DEN)      | По очкам    | Казимеж Мачох (POL)         | 3               |
| 1               | Умберто Триппа (ITA)        | По очкам    | Роже Маннхар (FRA)          | 3               |
| 2               | Константин Вырупаев (URS)   | Ничья       | Ханс Марте (AUT)            | 2               |
| 0               | Имре Пойяк (HUN)            | Туше (6:10) | Войслав Голошин (YUG)       | 4               |
| 0               | Рахаль Махассин (MAR)       | Пропускал   |                             |                 |

## Второй круг
| Штрафных баллов | Участник 1                  | Результат    | Участник 2                  | Штрафных баллов |
| --------------- | --------------------------- | ------------ | --------------------------- | --------------- |
| 1               | Хоссейн Эбрахимиан (IRI)    | Туше (10:42) | Хосе Антонио Грегорио (POR) | 8               |
| 1               | Ли Оллен (USA)              | По очкам     | Рахаль Махассин (MAR)       | 3               |
| 4               | Рауно Мякинен (FIN)¹        | По очкам     | Йозеф Шмид (SUI)            | 6               |
| 4               | Спас Пенев (BUL)            | По очкам     | Лейф Фрей (SWE)             | 4               |
| 3               | Готтлиб Ноймар (EUA)        | Туше (6:56)  | Масатоси Такахира (JPN)     | 6               |
| 1               | Мустафа Хамиль Мансур (UAR) | Туше (0:52)  | Дон Чакас (AUS)             | 8               |
| 0               | Михай Сульт (ROU)           | Туше (8:15)  | Жан Шинтген (LUX)           | 8               |
| 2               | Войцех Тот (TCH)            | Ничья        | Эли Наасан (LIB)            | 3               |
| 2               | Умберто Триппа (ITA)        | По очкам     | Ханс Марте (AUT)            | 5               |
| 2               | Мюзахир Сильле (TUR)        | По очкам     | Казимеж Мачох (POL)         | 6               |
| 3               | Роже Маннхар (FRA)          | Туше (8:29)  | Рудольф Педерсен (DEN)      | 4               |
| 2               | Константин Вырупаев (URS)   | Туше (3:35)  | Войслав Голошин (YUG)       | 8               |
| 0               | Имре Пойяк (HUN)            | Пропускал    |                             |                 |

¹ Снялся с соревнований (травма)

## Третий круг
| Штрафных баллов | Участник 1                | Результат   | Участник 2                  | Штрафных баллов |
| --------------- | ------------------------- | ----------- | --------------------------- | --------------- |
| 2               | Хоссейн Эбрахимиан (IRI)  | По очкам    | Ли Оллен (USA)              | 4               |
| 0               | Имре Пойяк (HUN)          | Туше (8:27) | Рахаль Махассин (MAR)       | 7               |
| 2               | Умберто Триппа (ITA)      | Туше (0:26) | Рудольф Педерсен (DEN)      | 8               |
| 5               | Спас Пенев (BUL)          | По очкам    | Готтлиб Ноймар (EUA)        | 6               |
| 2               | Мюзахир Сильле (TUR)      | Туше (1:10) | Лейф Фрей (SWE)             | 8               |
| 1               | Михай Сульт (ROU)         | По очкам    | Эли Наасан (LIB)            | 6               |
| 3               | Войцех Тот (TCH)          | По очкам    | Мустафа Хамиль Мансур (UAR) | 4               |
| 2               | Ханс Марте (AUT)          | По очкам    | Роже Маннхар (FRA)          | 6               |
| 2               | Константин Вырупаев (URS) | Пропускал   |                             |                 |

## Четвёртый круг
| Штрафных баллов | Участник 1               | Результат   | Участник 2                  | Штрафных баллов |
| --------------- | ------------------------ | ----------- | --------------------------- | --------------- |
| 1               | Имре Пойяк (HUN)         | По очкам    | Константин Вырупаев (URS)   | 5               |
| 4               | Войцех Тот (TCH)         | По очкам    | Ли Оллен (USA)              | 7               |
| 3               | Хоссейн Эбрахимиан (IRI) | По очкам    | Михай Сульт (ROU)           | 4               |
| 2               | Мюзахир Сильле (TUR)     | Туше (1:55) | Мустафа Хамиль Мансур (UAR) | 8               |
| 3               | Умберто Триппа (ITA)     | По очкам    | Спас Пенев (BUL)            | 8               |

## Пятый круг
| Штрафных баллов | Участник 1                | Результат   | Участник 2               | Штрафных баллов |
| --------------- | ------------------------- | ----------- | ------------------------ | --------------- |
| 5               | Константин Вырупаев (URS) | Туше (4:28) | Хоссейн Эбрахимиан (IRI) | 7               |
| 2               | Имре Пойяк (HUN)          | По очкам    | Войцех Тот (TCH)         | 7               |
| 5               | Михай Сульт (ROU)         | По очкам    | Мюзахир Сильле (TUR)     | 5               |
| 3               | Умберто Триппа (ITA)      | Пропускал   |                          |                 |

## Шестой круг
| Штрафных баллов | Участник 1                | Результат | Участник 2           | Штрафных баллов |
| --------------- | ------------------------- | --------- | -------------------- | --------------- |
| 3               | Имре Пойяк (HUN)          | По очкам  | Михай Сульт (ROU)    | 8               |
| 6               | Константин Вырупаев (URS) | По очкам  | Умберто Триппа (ITA) | 6               |
| 5               | Мюзахир Сильле (TUR)      | Пропускал |                      |                 |

## Финал
| Штрафных баллов | Участник 1           | Результат | Участник 2       | Штрафных баллов |
| --------------- | -------------------- | --------- | ---------------- | --------------- |
| 6               | Мюзахир Сильле (TUR) | По очкам  | Имре Пойяк (HUN) | 6               |